# Танирбергенов, Арип
Арип (Мухамедкарим) Танирбергенов (1856,  Усть-Каменогорский округ Западно-Сибирского генерал-губернаторства, Российская империя — 14 июня 1924, Семипалатинская область, Киргизская Советская Автономная Социалистическая Республика в составе РСФСР) — казахский поэт, переводчик, просветитель. Один из талантливых учеников и последователей Абая.

## Биография
Родился в семье пастуха чапана. Происходит из подрода сыбан рода каракерей племени найман. В 11—12 летнем возрасте учился в аульном медресе, а затем, по выбору местного волостного управителя, учился в русской миссионерской школе в Семипалатинске. Одновременно посещал мусульманскую школу — медресе. В 1881 окончил Семипалатинское уездное училище. Во время учёбы в Семипалатинске познакомился с Абаем.
За время учёбы получил хорошее для того времени образование: владел родным и русским языками, мог читать на татарском, арабском, персидском и китайском языках; расширил свои знания об устном поэтическом творчестве родного народа, был знатоком поэзии Древнего Востока, а также русской и западноевропейской поэзии того времени. Подростком начал участвовать в айтысах, где одержал ряд побед. Его соперниками в поэтических состязаниях были акыны Кокпай, Асет, Боранбай, Куанышбай, Каумет и другие.
В 1882—1884 работал переводчиком в Сергиопольском уезде, в 1884—1887 — переводчиком в Российском посольстве в Чугучаке (Китай). Затем работал на почте в Копале, Бишкеке, Алма-Ате.
Похоронен в ауле Майлин Аягозского района Восточно-Казахстанской области Казахстана.

## Творчество поэта
В молодые годы наряду с любовной лирикой, шутливыми песнями, сочинял поэмы-кысса на популярные сюжеты из «Тысячи и одной ночи». Учась у Абая, слушая его советы, развивал своё поэтическое дарование, обогащал содержание своих произведений.
Осмысление событий своего времени, осознание отсталости родного края побудили поэта встать на просветительский путь, указанный Абаем. Активно начал заниматься просветительской деятельностью, открыл у себя дома школу для детей, обучал их по мере возможности русскому языку, вёл занятия по русским учебникам. Увлекался восточной и русской литературой.
Оригинальное творчество поэта разнообразно: это и юмористические произведения «Давайте, снохи, говорите», и написанные на восточные сюжеты поэмы «Ходжа Гафан», «Тахир», «Зияда-Шахмурат», «Юсуф и Зулейха» и другие.
«Зияда-Шахмурат» (1884) опубликован несколько раз (1890—1912) Жакипом Байжигитовым в Казани. Дастан «Киса и Бахрам» вышел в свет в 1908 и 1912. Эти поэмы, несмотря на захватывающие приключения романтических героев, прославление возвышенных чувств, были далеки от реальной действительности. Позже поэт обратился к социальным проблемам, к изображению жизни казахского аула того времени. Вслед за Абаем он развивал в своем творчестве просветительские идеи, принципы демократии и гуманизма, осуждал чванство, жадность, зависть, невежество.
Дореволюционное творчество Танирбергенова пронизано реалистическими картинами из жизни казахского народа. Стихотворения «Кабанбаю», «Хаджи Серикбаю из Наймана», «Волостному Тарбеку» и другие описывают произвол и хищническую политику царской администрации и баев, показывают существующее социальное неравенство, угнетение женщин. Поэт призывал народ, особенно молодёжь, овладевать знаниями, стремиться к труду. Содержат призыв к знаниям стихи «О труде», «О науке», «Моим ученикам» и другие. Поэт сравнивает мир с океаном, науку — с кораблями. Согласно ему, сложный мир напоминает бушующий океан, который содержит в себе много тайн и богатств. Пользуются его благами лишь те, кто имеет хорошее исправное судно — науку. Значит, каждый человек должен иметь «свой прочный корабль», с помощью которого он познает тайны мира.
«Быстроногим тулпаром» называет поэт разум. Как у казахов резвый конь ценился очень высоко, и каждый джигит мечтал иметь скакуна, так и поэт сравнивает разум с этим бесценным богатством. По его мнению, разуму соответствует шесть качеств: доброта, честь, стыд, терпение, предосторожность.
В стихах, написанных на протяжении почти половины столетия, автор затронул самые различные вопросы общественно-политической и культурной жизни того времени. Его стихи глубоко философичны. В них поэт размышляет о скоротечности жизни, о бесполезности богатства, почёта и славы, которые исчезнут вместе с предсмертным вздохом человека. Как и Абай, он осуждал простое времяпровождение. Своим современникам он советовал изучать стихи Абая.
Во время работы в Копале Арип познакомился с Сарой и посвятил ей множество лирических произведений.
После Октябрьской революции 1917 года в своих стихах поэт воспевает революцию, пролетариат. Событиям того времени посвящены стихотворения «Вождь трудящихся», «Ленин — вождь», «Смерть Ленина». Поэма «Ленин, как снежные горы, высок» стала первой в советской казахской литературе поэмой об основателе Советского государства, о политическом деятеле.
В стихотворении «Парижская коммуна» показана духовная преемственность между французскими коммунарами и русскими революционерами. Эти произведения были изданы на русском языке в сборниках «Ленин» (1928) и «Творчество народов СССР» (1937).

## Переводы
Его перу принадлежит вольный перевод романа А. С. Пушкина «Евгений Онегин», перевод стихотворения М. Ю. Лермонтова «Смерть Поэта». В знак признательности русскому поэту А. С. Пушкину Арип Танирбергенов написал стихотворение «Гениальный Пушкин».
После войны 1941—1945 годов имя Арипа Танирбергенова было предано забвению в связи с кампанией по борьбе с космополитизмом и пережитками мелкобуржуазной идеологии; Арип Танирбергенов не был упомянут в «Антологии казахской поэзии», изданной в Москве 1958 году, хотя он был основоположником новой казахской поэзии. Вернул имя поэта казахскому народу учёный-филолог, исследователь истории казахской литературы Каюм Мухамедханов. В преддверии юбилея Абая изданы три поэтические книги в серии «Ученики Абая», в которые включены и стихи Арипа Танирбергенова как самого талантливого последователя, представителя школы Абая.